# 1981 w filmie
Wydarzenia filmowe w 1981 roku.

## Wydarzenia
- 20 stycznia – Ronald Reagan były aktor, zostaje nowym prezydentem USA

## Premiery

### Filmy polskie
| Data            | Tytuł filmu             | Kraj   | Reżyseria               | Obsada                                                                                         |
| --------------- | ----------------------- | ------ | ----------------------- | ---------------------------------------------------------------------------------------------- |
| 19 stycznia     | Jeśli serce masz bijące | Polska | Wojciech Fiwek          | Adam Probosz, Zofia Rysiówna, Alfred Struwe, Jarosław Antonik, Grzegorz Dębkowski              |
| 26 stycznia     | Wizja lokalna 1901      | Polska | Filip Bajon             | Tadeusz Łomnicki, Daniel Olbrychski, Jerzy Stuhr, Zygmunt Bielawski, Henryk Bista              |
| 16 marca        | W biały dzień           | Polska | Edward Żebrowski        | Michał Bajor, Krystyna Janda, Krzysztof Kolberger, Jan Nowicki, Jerzy Radziwiłowicz            |
| 3 kwietnia      | Jak żyć                 | Polska | Marcel Łoziński         | Anna Zyman, Edward Zyman, Piotr Zyman, Barbara Rozhin, Andrzej Rozhin                          |
| 6 kwietnia      | Zamach stanu            | Polska | Ryszard Filipski        | Ryszard Filipski, Ignacy Gogolewski, Andrzej Hrydzewicz, Jerzy Sagan, Lech Bijałd              |
| 4 maja          | Miś                     | Polska | Stanisław Bareja        | Stanisław Tym, Barbara Burska, Christine Paul-Podlasky, Krzysztof Kowalewski, Bronisław Pawlik |
| 18 maja         | Polonia Restituta       | Polska | Bohdan Poręba           | Janusz Zakrzeński, Krzysztof Chamiec, Józef Fryźlewicz, Jerzy Kaliszewski, Emil Karewicz       |
| 25 maja         | Indeks                  | Polska | Janusz Kijowski         | Krzysztof Zaleski, Ewa Żukowska, Justyna Kulczycka, Małgorzata Niemirska, Lucyna Winnicka      |
| 1 czerwca       | Ciosy                   | Polska | Gerard Zalewski         | Jerzy Bińczycki, Ewa Pokas, Lidia Korsakówna, Lucyna Brusikiewicz                              |
| 27 lipca        | Człowiek z żelaza       | Polska | Andrzej Wajda           | Jerzy Radziwiłowicz, Krystyna Janda, Marian Opania, Irena Byrska, Bogusław Linda               |
| 14 sierpnia     | Szarża                  | Polska | Krzysztof Wojciechowski | Gabriel Nehrebecki, Olgierd Łukaszewicz, Andrzej Siedlecki, Jan Moes, Eugeniusz Iwanowski      |
| 28 sierpnia     | Czułe miejsca           | Polska | Piotr Andrejew          | Michał Juszczakiewicz, Hanna Dunowska, Marek Barbasiewicz, Mariusz Dmochowski                  |
| 4 września      | Gorączka                | Polska | Agnieszka Holland       | Barbara Grabowska, Adam Ferency, Bogusław Linda, Olgierd Łukaszewicz, Krzysztof Zaleski        |
| 21 września     | Mniejsze niebo          | Polska | Janusz Morgenstern      | Roman Wilhelmi, Beata Tyszkiewicz, Jan Englert, Władysław Kowalski, Janusz Zaorski             |
| 23 października | Wielka majówka          | Polska | Krzysztof Rogulski      | Jan Piechociński, Zbigniew Zamachowski, Anna Moczkowska, Grażyna Szapołowska                   |
| 13 listopada    | Dziecinne pytania       | Polska | Janusz Zaorski          | Adam Ferency, Mirosław Konarowski, Agnieszka Mandat-Grąbka, Cezary Morawski, Krzysztof Zaleski |
| 23 listopada    | Dreszcze                | Polska | Wojciech Marczewski     | Tomasz Hudziec, Teresa Marczewska, Marek Kondrat, Zdzisław Wardejn, Władysław Kowalski         |

### Filmy zagraniczne
- Gallipoli – reż. Peter Weir
- Amerykański wilkołak w Londynie – reż. John Landis
- Szybciej, szybciej
- Bandyci czasu
- Śmiertelne błogosławieństwo
- Halloween II
- The Fox and the Hound
- Mommie Dearest
- Piątek, trzynastego II
- Pennies from Heaven
- Omen III
- Nad złotym stawem
- Walka o ogień
- Poszukiwacze zaginionej Arki – reż. Steven Spielberg
- Postrzyżyny (Postřižiny) – reż. Jiří Menzel
- Rydwany ognia
- Tarzan – człowiek małpa
- Autobus wolności
- Excalibur
- Brama nieba
- Czerwoni
- Kochanica Francuza
- Skowyt
- Bez złych intencji
- Ragtime
- Tylko gdy się śmieję
- Tylko dla twoich oczu – film z Jamesem Bondem
- Shaolin and Wu Tang
- Okręt – reż. Wolfgang Petersen

## Nagrody filmowe

### Oskary
- Najlepszy film – Rydwany ognia (Chariots of Fire) reż. Hugh Hudson
- Najlepszy aktor – Henry Fonda – Nad złotym stawem
- Najlepsza aktorka – Katharine Hepburn – Nad złotym stawem
- Wszystkie kategorie: 54. ceremonia wręczenia Oscarów

### Festiwal w Cannes
- Złota Palma: Człowiek z żelaza – reż. Andrzej Wajda

### Festiwal w Berlinie
- Złoty Niedźwiedź: Carlos Saura – Szybciej, szybciej

### Festiwal w Wenecji
- Złoty Lew: Margarethe von Trotta – Czas ołowiu

### VIIIFestiwal Polskich Filmów Fabularnych
- Złote Lwy Gdańskie: Gorączka – reż. Agnieszka Holland

## Urodzili się
- 28 stycznia – Elijah Wood, amerykański aktor
- 17 lutego – Paris Hilton, amerykańska aktorka i piosenkarka
- 17 lutego – Joseph Gordon-Levitt, amerykański aktor
- 2 marca – Bryce Dallas Howard, amerykańska aktorka
- 28 marca – Julia Stiles, amerykańska aktorka
- 19 kwietnia – Hayden Christensen, kanadyjski aktor
- 28 kwietnia – Jessica Alba, amerykańska aktorka
- 12 maja – Rami Malek, amerykański aktor
- 15 maja – Jamie-Lynn DiScala (Jamie-Lynn Sigler), amerykańska aktorka
- 17 maja – Cosma Shiva Hagen, niemiecka aktorka
- 19 maja – Mateusz Damięcki, polski aktor
- 7 czerwca – Larisa Oleynik, amerykańska aktorka
- 9 czerwca – Natalie Portman, amerykańska aktorka
- 25 sierpnia – Rachel Bilson, amerykańska aktorka
- 16 września – Alexis Bledel, amerykańska aktorka
- 21 września – Nicole Richie, amerykańska aktorka i piosenkarka
- 12 października – Brian J. Smith, amerykański aktor
- 14 listopada – Russell Tovey, brytyjski aktor
- 2 grudnia – Britney Spears, amerykańska piosenkarka i aktorka
- 28 grudnia – Sienna Miller, amerykańska aktorka

## Zmarli
- 10 stycznia – Richard Boone, aktor
- 16 stycznia – Bernard Lee, brytyjski aktor (ur. 1908)
- 1 lutego – Wanda Hendrix, aktorka
- 27 marca – Preben Kaas, duński aktor, komik, scenarzysta i reżyser filmowy
- 17 kwietnia – Ludwik Sempoliński, polski aktor, reżyser, tancerz i pedagog (ur. 1899)
- 1 sierpnia – Jan Batory, polski reżyser i scenarzysta (ur. 1921)
- 4 sierpnia – Melvyn Douglas, aktor
- 27 września – Robert Montgomery, amerykański aktor (ur. 1904)
- 29 listopada – Natalie Wood, amerykańska aktorka (ur. 1938)
- listopad – William Holden, amerykański aktor (ur. 1918)
- 10 grudnia – Zoja Fiodorowa, radziecka aktorka (ur. 1907)